# Абдулаев, Айдамир Сайд-Ахмадович
Айдами́р Сайд-Ахма́дович Абдула́ев — проживающий в Нидерландах чеченский борец классического стиля, чемпион Голландии, серебряный призёр открытого чемпионата Бельгии, обладатель коричневого пояса по дзюдо, чемпион Голландии по дзюдо, помощник главных тренеров клубов «Пехлеван» (Амстердам, Голландия), «Динамо» (Грозный), «Маршалл» (Нидерланды), руководитель сборных команд Голландии по вольной и греко-римской борьбе, генеральный секретарь Федерации олимпийской спортивной борьбы Голландии, член комитетов международной федерации борьбы по грэпплингу и борьбе на поясах, судья международной категории, председатель Судейской Комиссии Федерации спортивной борьбы Голландии, первый чеченец, судивший соревнования Олимпийских игр.

## Биография
Начал заниматься греко-римской борьбой в Грозном в обществе «Динамо» (Грозный), под руководством своего отца, тренера Сайд-Ахмада Абдулаева. В 2004 году, когда отец работал тренером в спортклубе «Пехлеван» (Амстердам), возобновил тренировки. Чемпион Голландии 2005—2007 годов, серебряный призёр открытого чемпионата Бельгии 2005 года. Является обладателем коричневого пояса по дзюдо, чемпион Голландии по дзюдо.
Занимается тренерской работой. В 2004—2005 годах был помощником главного тренера спортклуба «Пехлеван», 2005—2006 годах — помощник главного тренера спортклуба «Динамо» (Грозный). В 2006 году создал в Голландии спортклуб «Маршалл» и стал помощником главного тренера этого клуба.
В 2007 году был назначен руководителем сборных команд Голландии по вольной и греко-римской борьбе, возглавлял национальную сборную на чемпионате Европы 2007 года в Тампере (Финляндия). В 2008 году стал вице-президентом Федерации олимпийской спортивной борьбы Голландии.
В 2006 году, после окончания судейских курсов, получил квалификацию спортивного арбитра. После этого в течение года судил различные национальные и международные соревнования в Голландии и Бельгии. В декабре 2006 года получил лицензию судьи высшей национальной категории. В 2009 году стал судьёй международной категории. В том же году за безупречное судейство был избран председателем Судейской Комиссии Федерации спортивной борьбы Голландии. Участвовал в судействе национальных соревнований в Дании, Германии, Чехии, Франции, Бельгии, Голландии и других странах.
Работал судьёй на чемпионатах мира и Европы. В 2010 году судил I Юношеские Олимпийские игры в Сингапуре. В 2011 году ему была присвоена высшая олимпийская категория. Участвовал в судействе соревнований Олимпийских игр 2012 года в Лондоне. Его судейство получило самые положительные отзывы контролёров Международной федерации спортивной борьбы.
Судил финальные схватки по вольной и греко-римской борьбе на Европейских играх 2019 года в Минске.
В ноябре 2021 года был главным судьёй проходившего в Харькове чемпионата мира по панкратиону.
В июне 2024 года был включён в состав бригады судей, обслуживающих соревнования по борьбе на летней Олимпиаде 2024 года в Париже.
В сентябре того же года был главным судьёй по борьбе на поясах на Всемирных играх кочевников в Астане.